# Citrullus

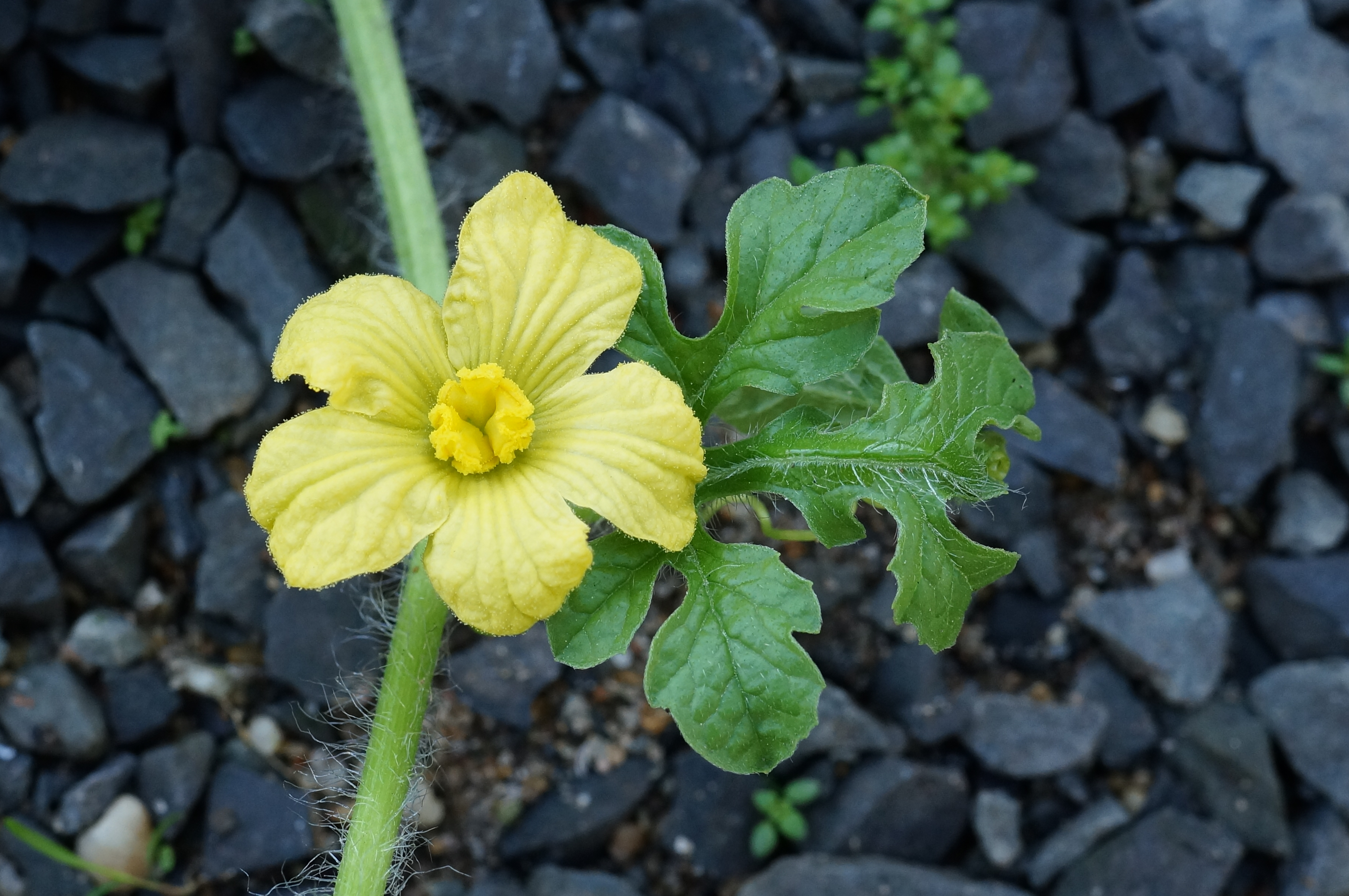
Citrullus lanatus, hoja y flor masculina.

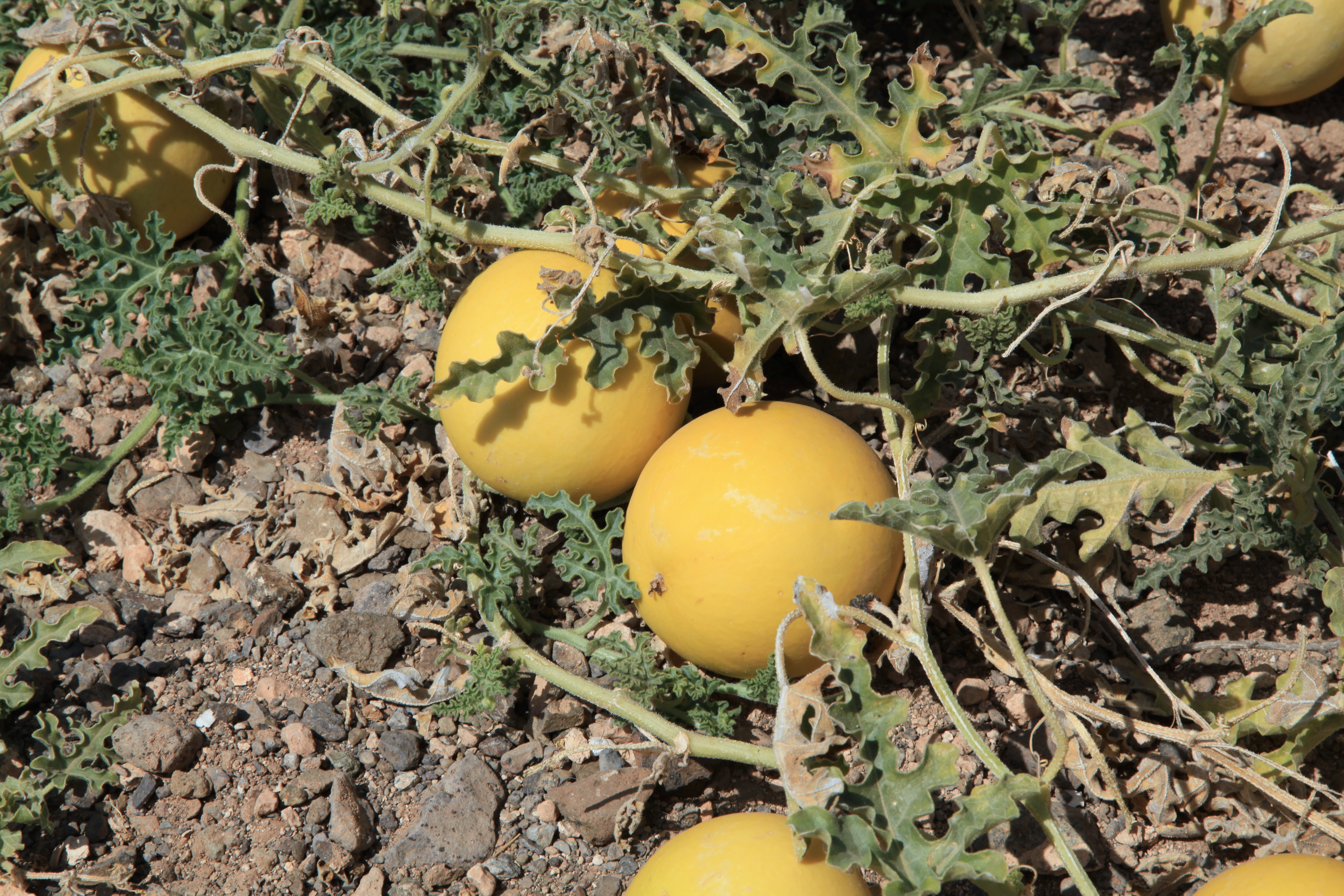
Citrullus colocynthis, frutos maduros in situ.

Citrullus es un pequeño género de la familia Cucurbitaceae con 4 especies aceptadas, entre las que destaca Citrullus lanatus, la sandía, de cierta importancia alimenticia. Comprende 18 especies descritas y de estas, solo 7 aceptadas.

## Descripción
Son plantas anuales o perennifolias, monoicas, postradas o trepadoras, con zarcillos simples o ramificados. Las hojas son alternas, orbiculares o triangular-ovaladas y profundamente tri o penta-divididas en segmentos lobulados o disecados. Las flores, generalmente solitarias, tienen un cáliz con 5 sépalos estrechos y agudos y la corola es campanulada o rotácea, con 5 lóbulos amarillos. Las flores masculinas, de morfología similar, tienen 3 estambres libres insertados en la base del cáliz y las femeninas 3 estaminodios y el ovario, tri-placentar, es peloso, de estilo corto con 3 estigmas y con numerosos óvulos. El fruto es un pepónide subesférico u elipsoide, indehiscente, carnoso, con abundantes semillas aplanadas, sin endosperma.

## Distribución
Género nativo en África tropical y austral, suroeste de Asia y Mediterráneo. Introducido en otras partes del mundo.

## Taxonomía
El género fue descrito por Heinrich Adolph Schrader y publicado en Enumeratio Plantarum Africae Australis Extratropicae 2: 279. 1836. La especie tipo es: Citrullus vulgaris Schrad. 

## Especies aceptadas
- Citrullus colocynthis (L.) Schrad. - tuera, nativa en África, Europa y hasta Asia.
- Citrullus ecirrhosus Cogn. - África del sur
- Citrullus lanatus (Thunb.) Matsum. & Nakai - sandía, nativa de África del sur.
- Citrullus rehmii De Winter[6] - África del sur